# Serie A 2000–01
Serie A 2000–01 (được gọi là Serie A TIM vì lý do tài trợ) là mùa giải thứ 99 của giải bóng đá hàng đầu Ý, là mùa giải thứ 69 trong một giải đấu vòng tròn tính điểm. Giải đấu có sự tham gia của 18 đội, trong mùa giải thứ 13 liên tiếp kể từ mùa giải 1988–89.
Roma giành được Scudetto đầu tiên kể từ mùa giải 1982–83, danh hiệu thứ ba của họ. Juventus đứng thứ hai và hai đội này tự động đủ điều kiện vào vòng bảng đầu tiên của UEFA Champions League 2001–02. Lazio, nhà đương kim vô địch, và Parma lần lượt đứng thứ ba và thứ tư, để vào vòng loại thứ ba Champions League. Internazionale và Milan lần lượt đứng thứ năm và thứ sáu, và đủ điều kiện tham dự Cúp UEFA 2001–02 cùng với Fiorentina, đội vô địch Coppa Italia. Brescia giành quyền tham dự Cúp UEFA Intertoto 2001.
Vicenza, Napoli và Bari tự động xuống hạng Serie B. Reggina và Hellas Verona buộc phải tham gia trận đấu play-off sau khi có cùng điểm, trong đó Verona giành chiến thắng nhờ luật bàn thắng trên sân khách để đẩy Reggina xuống hạng.

## Thay đổi quy tắc
Vào giữa mùa giải, hệ thống hạn ngạch cũ đã bị bãi bỏ, nghĩa là mỗi đội không còn bị giới hạn chỉ được có tối đa năm cầu thủ không phải người EU và sử dụng không quá ba cầu thủ trong mỗi trận đấu.

### Vụ bê bối hộ chiếu
Cùng với việc bãi bỏ hệ thống hạn ngạch, Liên đoàn bóng đá Ý (FIGC) đã điều tra các cầu thủ bóng đá từ Nam Mỹ và Cameroon đã sử dụng hộ chiếu giả để cho phép các đội của họ đưa họ vào sân với tư cách là người châu Âu. Alberto, Warley, Alejandro Da Silva và Jorginho của Udinese, Fábio Júnior và Gustavo Bartelt của Roma, Dida của Milan, Álvaro Recoba của Inter, Thomas Job, Francis Zé và Jean Ondoa của Sampdoria, và Jeda và André Leone của Vicenza đều bị cấm vào tháng 7 năm 2001, từ sáu tháng đến một năm. Tuy nhiên, hầu hết các lệnh cấm này sau đó đã được giảm nhẹ.

## Các đội bóng

Phân bổ đội Serie A 2000–01

### Nhân sự và tài trợ
| Đội            | Huấn luyện viên trưởng  | Nhà sản xuất trang phục | Nhà tài trợ áo đấu                     |
| -------------- | ----------------------- | ----------------------- | -------------------------------------- |
| Atalanta*      | Giovanni Vavassori      | Asics                   | Ortobell                               |
| Bari           | Arcangelo Sciannimanico | Lotto                   | TELE+                                  |
| Bologna        | Francesco Guidolin      | Umbro                   | Granarolo                              |
| Brescia*       | Carlo Mazzone           | Garman                  | Ristora                                |
| Fiorentina     | Roberto Mancini         | Diadora                 | Toyota                                 |
| Hellas Verona  | Attilio Perotti         | Lotto                   | NET Business                           |
| Internazionale | Marco Tardelli          | Nike                    | Pirelli                                |
| Juventus       | Carlo Ancelotti         | Lotto                   | TELE+/sportal.com (các trận UEFA)      |
| Lazio          | Dino Zoff               | Puma                    | Siemens Mobile                         |
| Lecce          | Alberto Cavasin         | Asics                   | Banca 121                              |
| Milan          | Cesare Maldini          | Adidas                  | Opel                                   |
| Napoli*        | Emiliano Mondonico      | Diadora                 | Peroni                                 |
| Parma          | Renzo Ulivieri          | Champion                | Mr.Day (sân nhà) /Parmalat (sân khách) |
| Perugia        | Serse Cosmi             | Galex                   | Daewoo Matiz                           |
| Roma           | Fabio Capello           | Kappa                   | INA Assitalia                          |
| Reggina        | Franco Colomba          | Asics                   | Caffè Mauro                            |
| Udinese        | Luciano Spalletti       | Diadora                 | Telit                                  |
| Vicenza*       | Edoardo Reja            | Umbro                   | Artel Clima                            |

(*) Thăng hạng từ Serie B.
1. ↑  Logo CiaoWeb được sử dụng thay cho logo Lotto trong các trận đấu Serie A và UEFA.

### Thay đổi huấn luyện viên
| Đội            | HLV ra đi           | Lý do                | Ngày ra đi | Vị trí trên BXH | HLV đến                     | Ngày ký    |
| -------------- | ------------------- | -------------------- | ---------- | --------------- | --------------------------- | ---------- |
| Fiorentina     | Giovanni Trapattoni | Hết hợp đồng         | 30/6/2000  | Trước mùa giải  | Fatih Terim                 | 1/7/2000   |
| Perugia        | Carlo Mazzone       | Hết hợp đồng         | 30/6/2000  | Trước mùa giải  | Serse Cosmi                 | 1/7/2000   |
| Brescia        | Nedo Sonetti        | Hết hợp đồng         | 30/6/2000  | Trước mùa giải  | Carlo Mazzone               | 1/7/2000   |
| Napoli         | Walter Novellino    | Hết hợp đồng         | 30/6/2000  | Trước mùa giải  | Zdeněk Zeman                | 1/7/2000   |
| Internazionale | Marcello Lippi      | Sa thải              | 10/10/2000 | thứ 15          | Marco Tardelli              | 11/10/2000 |
| Napoli         | Zdeněk Zeman        | Sa thải              | 14/11/2000 | thứ 18          | Emiliano Mondonico          | 15/11/2000 |
| Lazio          | Sven-Göran Eriksson | Từ chức              | 9/1/2001   | thứ 5           | Dino Zoff                   | 10/1/2001  |
| Parma          | Alberto Malesani    | Sa thải              | 10/1/2001  | thứ 10          | Arrigo Sacchi (tạm thời)    | 10/1/2001  |
| Parma          | Arrigo Sacchi       | Hết quản lý tạm thời | 29/1/2001  | thứ 8           | Renzo Ulivieri              | 30/1/2001  |
| Fiorentina     | Fatih Terim         | Sa thải              | 27/2/2001  | thứ 10          | Luciano Chiarugi (tạm thời) | 28/2/2001  |
| Fiorentina     | Luciano Chiarugi    | Hết quản lý tạm thời | 6/3/2001   | thứ 11          | Roberto Mancini             | 7/3/2001   |
| Milan          | Alberto Zaccheroni  | Sa thải              | 12/3/2001  | thứ 9           | Cesare Maldini              | 13/3/2001  |
| Udinese        | Luigi De Canio      | Sa thải              | 20/3/2001  | thứ 12          | Luciano Spalletti           | 21/3/2001  |
| Bari           | Eugenio Fascetti    | Sa thải              | 8/5/2001   | thứ 18          | Arcangelo Sciannimanico     | 9/5/2001   |

## Bảng xếp hạng
| VT | Đội               | ST | T  | H  | B  | BT | BB | HS  | Đ  | Giành quyền tham dự hoặc xuống hạng         |
| -- | ----------------- | -- | -- | -- | -- | -- | -- | --- | -- | ------------------------------------------- |
| 1  | Roma (C)          | 34 | 22 | 9  | 3  | 68 | 33 | +35 | 75 | Tham dự vòng bảng đầu tiên Champions League |
| 2  | Juventus          | 34 | 21 | 10 | 3  | 61 | 27 | +34 | 73 | Tham dự vòng bảng đầu tiên Champions League |
| 3  | Lazio             | 34 | 21 | 6  | 7  | 65 | 36 | +29 | 69 | Tham dự vòng loại thứ ba Champions League   |
| 4  | Parma             | 34 | 16 | 8  | 10 | 51 | 31 | +20 | 56 | Tham dự vòng loại thứ ba Champions League   |
| 5  | Internazionale    | 34 | 14 | 9  | 11 | 47 | 47 | 0   | 51 | Tham dự vòng đầu tiên UEFA Cup              |
| 6  | Milan             | 34 | 12 | 13 | 9  | 56 | 46 | +10 | 49 | Tham dự vòng đầu tiên UEFA Cup              |
| 7  | Atalanta          | 34 | 10 | 14 | 10 | 38 | 34 | +4  | 44 |                                             |
| 8  | Brescia           | 34 | 10 | 14 | 10 | 44 | 42 | +2  | 44 | Tham dự vòng ba Intertoto Cup               |
| 9  | Fiorentina        | 34 | 10 | 13 | 11 | 53 | 52 | +1  | 43 | Tham dự vòng đầu tiên UEFA Cup              |
| 10 | Bologna           | 34 | 11 | 10 | 13 | 49 | 53 | −4  | 43 |                                             |
| 11 | Perugia           | 34 | 10 | 12 | 12 | 49 | 53 | −4  | 42 |                                             |
| 12 | Udinese           | 34 | 11 | 5  | 18 | 49 | 59 | −10 | 38 |                                             |
| 13 | Lecce             | 34 | 8  | 13 | 13 | 40 | 54 | −14 | 37 |                                             |
| 14 | Hellas Verona (O) | 34 | 10 | 7  | 17 | 40 | 59 | −19 | 37 | Trụ hạng sau play-off                       |
| 15 | Reggina (R)       | 34 | 10 | 7  | 17 | 32 | 49 | −17 | 37 | Thua play-off trụ hạng                      |
| 16 | Vicenza (R)       | 34 | 9  | 9  | 16 | 37 | 51 | −14 | 36 | Xuống hạng Serie B                          |
| 17 | Napoli (R)        | 34 | 8  | 12 | 14 | 35 | 51 | −16 | 36 | Xuống hạng Serie B                          |
| 18 | Bari (R)          | 34 | 5  | 5  | 24 | 31 | 68 | −37 | 20 | Xuống hạng Serie B                          |

1. 1 2  Atalanta xếp trên Brescia về điểm đối đầu: Atalanta 2–0 Brescia, Brescia 0–3 Atalanta.
2. ↑  Brescia đã giành quyền tham dự Cúp UEFA Intertoto 2001 sau khi Atalanta từ chối.
3. ↑  Fiorentina đã giành quyền tham dự Cúp UEFA 2001–02 với tư cách là nhà vô địch Coppa Italia 2000–01.
4. 1 2 3  Lecce xếp trên Reggina và Hellas Verona về điểm đối đầu: Lecce: 10, Reggina: 4, Hellas Verona: 2.
5. ↑  Hellas Verona là đội chiến thắng trong trận play-off trụ hạng gặp Reggina.
6. 1 2  Vicenza xếp trên Napoli về điểm đối đầu: Vicenza 2–0 Napoli, Napoli 1–2 Vicenza.

## Kết quả
| Nhà \ Khách    | ATA | BAR | BOL | BRE | FIO | HEL | INT | JUV | LAZ | LCE | MIL | NAP | PAR | PER | REG | ROM | UDI | VIC |
| -------------- | --- | --- | --- | --- | --- | --- | --- | --- | --- | --- | --- | --- | --- | --- | --- | --- | --- | --- |
| Atalanta       |     | 0–0 | 2–2 | 2–0 | 0–0 | 3–0 | 0–1 | 2–1 | 2–2 | 1–0 | 1–1 | 1–1 | 0–1 | 0–0 | 1–1 | 0–2 | 0–1 | 1–1 |
| Bari           | 0–2 |     | 2–0 | 1–3 | 2–1 | 1–1 | 1–2 | 0–1 | 1–2 | 3–2 | 1–3 | 0–1 | 0–1 | 3–4 | 2–1 | 1–4 | 2–1 | 2–2 |
| Bologna        | 0–1 | 4–2 |     | 1–0 | 1–1 | 1–0 | 0–3 | 1–4 | 2–0 | 2–2 | 2–1 | 2–1 | 2–1 | 3–2 | 2–0 | 1–2 | 1–1 | 1–1 |
| Brescia        | 0–3 | 3–1 | 0–0 |     | 1–1 | 1–0 | 1–0 | 0–0 | 0–1 | 2–2 | 1–1 | 1–1 | 0–0 | 1–0 | 4–0 | 2–4 | 3–1 | 2–1 |
| Fiorentina     | 1–1 | 2–2 | 1–1 | 2–2 |     | 2–0 | 2–0 | 1–3 | 1–4 | 2–0 | 4–0 | 1–2 | 0–1 | 3–4 | 2–1 | 3–1 | 2–1 | 3–2 |
| Hellas Verona  | 2–1 | 3–2 | 5–4 | 2–1 | 2–1 |     | 2–2 | 0–1 | 2–0 | 0–0 | 1–1 | 2–1 | 0–2 | 2–1 | 0–3 | 1–4 | 1–1 | 1–0 |
| Internazionale | 3–0 | 1–0 | 2–1 | 0–0 | 4–2 | 2–0 |     | 2–2 | 1–1 | 0–1 | 0–6 | 3–1 | 1–1 | 2–1 | 1–1 | 2–0 | 2–1 | 1–1 |
| Juventus       | 2–1 | 2–0 | 1–0 | 1–1 | 3–3 | 2–1 | 3–1 |     | 1–1 | 1–1 | 3–0 | 3–0 | 1–0 | 1–0 | 1–0 | 2–2 | 1–2 | 4–0 |
| Lazio          | 0–0 | 2–0 | 2–0 | 2–1 | 3–0 | 5–3 | 2–0 | 4–1 |     | 3–2 | 1–1 | 1–2 | 1–0 | 3–0 | 2–0 | 0–1 | 3–1 | 2–1 |
| Lecce          | 0–2 | 2–0 | 0–0 | 0–3 | 1–1 | 4–2 | 1–2 | 1–4 | 2–1 |     | 3–3 | 1–1 | 1–2 | 2–2 | 2–1 | 0–4 | 2–1 | 3–1 |
| Milan          | 3–3 | 4–0 | 3–3 | 1–1 | 1–2 | 1–0 | 2–2 | 2–2 | 1–0 | 4–1 |     | 1–0 | 2–2 | 1–2 | 1–0 | 3–2 | 3–0 | 2–0 |
| Napoli         | 0–0 | 1–0 | 1–5 | 1–1 | 1–0 | 2–0 | 1–0 | 1–2 | 2–4 | 1–1 | 0–0 |     | 2–2 | 0–0 | 6–2 | 2–2 | 0–1 | 1–2 |
| Parma          | 2–0 | 4–0 | 0–0 | 3–0 | 2–2 | 1–2 | 3–1 | 0–0 | 2–0 | 1–1 | 2–0 | 4–0 |     | 5–0 | 0–2 | 1–2 | 2–0 | 0–2 |
| Perugia        | 2–2 | 4–1 | 1–3 | 2–2 | 2–2 | 1–0 | 2–3 | 0–1 | 0–1 | 1–1 | 2–1 | 1–1 | 3–1 |     | 1–1 | 0–0 | 3–1 | 1–0 |
| Reggina        | 1–0 | 1–0 | 2–1 | 0–3 | 1–1 | 1–1 | 2–1 | 0–2 | 0–2 | 0–1 | 2–1 | 3–1 | 2–0 | 0–2 |     | 0–0 | 1–1 | 1–0 |
| Roma           | 1–0 | 1–1 | 2–0 | 3–1 | 1–0 | 3–1 | 3–2 | 0–0 | 2–2 | 1–0 | 1–1 | 3–0 | 3–1 | 2–2 | 2–1 |     | 2–1 | 3–1 |
| Udinese        | 2–4 | 2–0 | 3–1 | 4–2 | 1–3 | 2–1 | 3–0 | 0–2 | 3–4 | 2–0 | 0–1 | 0–0 | 1–3 | 3–3 | 3–0 | 1–3 |     | 2–3 |
| Vicenza        | 1–2 | 1–0 | 4–2 | 1–1 | 1–1 | 2–2 | 0–0 | 0–3 | 1–4 | 0–0 | 2–0 | 2–0 | 0–1 | 1–0 | 2–1 | 0–2 | 1–2 |     |

1. ↑  Trận đấu được diễn ra tại sân vận động Giglio.
2. 1 2  Trận đấu được diễn ra tại sân vận động San Nicola.
3. ↑  Trận đấu được diễn ra tại sân vận động Artemio Franchi.
4. ↑  Trận đấu được diễn ra tại sân vận động La Favorita.
5. ↑  Trận đấu được diễn ra tại sân vận động Cibali.
6. ↑  Trận đấu được diễn ra tại sân vận động Friuli.

## Play-off trụ hạng
| Hellas Verona | 1–0 | Reggina |
| ------------- | --- | ------- |
| - Laursen 61' |     |         |

| Reggina                       | 2–1      | Hellas Verona |
| ----------------------------- | -------- | ------------- |
| - Zanchetta 42' - Cozza 45+1' | Chi tiết | - Cossato 86' |

Reggina xuống hạng Serie B.

## Thống kê

### Ghi bàn hàng đầu
| Hạng | Cầu thủ             | Câu lạc bộ     | Bàn thắng |
| ---- | ------------------- | -------------- | --------- |
| 1    | Hernán Crespo       | Lazio          | 26        |
| 2    | Andriy Shevchenko   | AC Milan       | 24        |
| 3    | Enrico Chiesa       | Fiorentina     | 22        |
| 4    | Gabriel Batistuta   | AS Roma        | 20        |
| 5    | Christian Vieri     | Internazionale | 18        |
| 6    | Dario Hübner        | Brescia        | 17        |
| 7    | Marco Di Vaio       | Parma          | 15        |
| 7    | Giuseppe Signori    | Bologna        | 15        |
| 7    | Roberto Sosa        | Udinese        | 15        |
| 10   | David Trezeguet     | Juventus       | 14        |
| 11   | Francesco Totti     | AS Roma        | 13        |
| 11   | Vincenzo Montella   | AS Roma        | 13        |
| 13   | Cristiano Lucarelli | Lecce          | 12        |
| 13   | Marco Materazzi     | Perugia        | 12        |
| 15   | Filippo Inzaghi     | Juventus       | 11        |
| 15   | Davor Vugrinec      | Lecce          | 11        |